# 藤原弟貞
藤原弟貞（日语：／ Fujiwara no Otosada，？—763年11月26日）是日本奈良時代中期的王和公卿，初名山背王，後來臣籍降下賜姓為藤原朝臣。父親是左大臣長屋王。官位為從三位參議。

## 生涯
山背王是長屋王與藤原不比等之女藤原長娥子之子，同母兄弟有安宿王和黃文王等等。雖然最初名為山背王，由於長屋王家木簡未有山背王等人的名字，因此推斷長娥子的子女與長屋王居所並不相同。神龜6年（729年）2月，長屋王之變爆發，長屋王與正妻吉備內親王，以及其子女膳夫王、鉤取王、葛木王和桑田王一同自殺，山背王與其他夫人所生的子女則倖存。
天平12年（740年），山背王直升至從四位下，此舉在蔭襲制來說相當於親王之子，因此被認為是考慮到長屋王怨靈。天平勝寶9年（757年），時隔17年，他升至從四位上，獲任命為但馬守。同年6月28日，山背王告發橘奈良麻呂企圖謀反，大伴古麻呂亦與此事有關連。其後，朝廷認定奈良麻呂等人企圖謀反，並且作出相應處分，是為橘奈良麻呂之亂。事件中，山背王的兄長安宿王和黃文王也遭到懲處，而山背王則因為告密有功，在7月5日升至從三位後不久臣籍降下，以其母的姓氏賜姓為藤原朝臣。其後，山背王便更名為藤原弟貞。
天平寶字4年（760年），弟貞獲任命為坤宮大弼，天平寶字6年（762年）升至參議，位列公卿。天平寶字7年10月17日（763年11月26日），弟貞死去，最終官位是參議兼禮部卿從三位。
大同3年（808年），弟貞的子孫伊太比和惠子獲賜猛永原朝臣，其後子孫改姓永原

## 官歷
。
- 天平12年（740年）11月21日：從四位下
- 天平18年（746年）9月19日：右大舍人頭
- 天平勝寶8年（756年）5月3日：山作司
- 天平寶字元年（757年）
  - 5月20日：從四位上
  - 6月16日：但馬守
  - 7月5日：從三位
- 天平寶字4年（760年）
  - 正月16日：坤宮大弼（日语：紫微中台）
  - 6月7日：裝束司（日语：装束司）（光明皇后駕崩）
- 天平寶字6年（762年） 12月1日：參議